# واسیلیوفو
واسیلیوفو (به بلغاری: Vasilyovo) روستایی در بلغارستان است که در شهرستان تتون، بلغارستان واقع شده‌است.